# 副伯納特獸屬
副伯納特獸屬（學名：Paraburnetia）是種似哺乳爬行動物，屬於合弓綱獸孔目巴莫鱷亞目的伯納特獸科。